# Nemzeti Örökség Intézete
A Nemzeti Örökség Intézete (rövidített neve: NÖRI) a 144/2013. (V. 14.) Korm. rendelettel létrehozott intézet.) Önálló jogi személyiséggel rendelkező központi államigazgatási szerv, a miniszterelnök irányítása alatt álló központi hivatal, amely – gazdálkodását tekintve – önállóan működő és gazdálkodó központi költségvetési szerv. Szervezeti és Működési Szabályzatát a 6/2013. (X. 11.) ME utasítás hagyta jóvá. Vezetője 2021 márciusáig Radnainé dr. Fogarasi Katalin volt, 2021. március 26-tól Móczár Gábor a megbízott főigazgató.

## Székhelye
1086 Budapest, Fiumei út 16-18. (Korábban 1014, Budapest, Szentháromság tér 6.)

## Célja
A múlt példáinak, a magyarság szellemi örökségének a jelen és az eljövendő nemzedékek számára történő megőrzése, átadása, a nemzeti emlékezet és emlékezés magyarság identitásának megőrzésében, a nemzeti összetartozás érzésének növelésében és az egységes nemzet, a nemzeti egység megteremtésében betöltő kiemelt jelentőségét, az ezzel kapcsolatos egyes állami feladatok ellátása.

## Alapfeladatai[4]
A NÖRI az alapfeladatai keretében:
- a) ellátja a Nemzeti Emlékhely és Kegyeleti Bizottság[5] működésének operatív és adminisztratív feladatait, ennek keretében:
  - aa) előkészíti a Bizottság üléseit, végrehajtja határozatait,
  - ab) vezeti és folyamatosan közzéteszi a nemzet számára maradandót alkotó személyek nemzeti sírkertbe sorolt temetkezési helyeinek jegyzékét,
  - ac) a nemzeti sírkertbe sorolt temetkezési helyek vonatkozásában gyakorolja a temetőkről és temetkezésről szóló 1999. évi XLIII. törvény 22. § (2) bekezdése szerinti rendelkezési jogot, ideértve a sírnyitással kapcsolatos hozzájárulást is,
  - ad) a nemzeti sírkertre vonatkozó rendelkezések betartása érdekében ellenőrzés lefolytatását kezdeményezheti a nemzeti sírkert fekvése szerinti illetékes jegyzőnél,
  - ae) figyelemmel kíséri és ellenőrzi a nemzeti sírkertbe sorolt temetkezési helyek állapotát,
  - af) a nemzeti sírkert fenntartásával kapcsolatos feladatok végrehajtására, valamint a fenntartás keretében történő beruházásokhoz szükséges esetleges engedélyek, hozzájárulások megszerzése érdekében a nemzeti sírkertbe tartozó temetők fenntartóival – a NÖRI rendelkezési jogához kapcsolódó gondozási kötelezettség ellátásáért való felelősségét nem érintő – együttműködési megállapodásokat köt,
  - ag) ellátja a nemzeti és történelmi emlékhellyé nyilvánítás előkészítésével kapcsolatos operatív és adminisztratív feladatokat,
  - ah) ellátja a Nemzeti Gyász kinyilvánítására vonatkozó javaslatokkal kapcsolatos operatív és adminisztratív feladatokat;
- b) ellátja a nemzeti és történelmi emlékhelyekkel kapcsolatos adminisztratív és ellenőrzési feladatokat;
- c) ellátja a nemzeti emlékhelyek használati rendjéről szóló kormányrendeletben meghatározott –  használati tervek előkészítésével és felülvizsgálatával, valamint a nemzeti emlékhelyek egységes megjelölésével kapcsolatos – feladatokat;
- d) gondoskodik a történelmi emlékhelyek egységes megjelöléséről;
- e) a nemzeti emlékezet gondozása érdekében a magyarság kiemelkedő szellemi, kulturális és tudományos eredményeinek figyelembevételével kutatási és felmérési feladatokat végez;
- f) a nemzeti emlékezet kultúrájának széles körben történő terjesztése, a felnövekvő nemzedék nevelése céljából:
  - fa) Magyarország történelmében jelentős évfordulókról méltó megemlékezéseket szervez,
  - fb) konferenciákat szervez,
  - fc) kiállításokat rendez,
  - fd) pályázatokat hirdet,
  - fe) kiadói feladatokat lát el, kutatási és felmérési eredményeit kiadványokban publikálja;
- g) együttműködik a hazai és külföldi emlékezettel, emlékhelyekkel foglalkozó, továbbá az örökségvédelmi és kegyeleti területen tevékenykedő szervezetekkel, intézményekkel;
- h) a történelmi nemzet fennmaradása érdekében:
  - ha) regisztrálja a magyarság határon túli emlékhelyeit,
  - hb) együttműködik a határon túli emlékhelyek fenntartásában érintett helyi társadalmi szervezetekkel;
- i) ellátja a tevékenységével összefüggő kommunikációs feladatokat;
- j) a Kormány által normatív határozatban meghatározott egyéb feladatot végez.

## Vállalkozási tevékenysége
A NÖRI vállalkozási tevékenységet eszközeinek, szabad kapacitásainak hasznosítása érdekében a módosított kiadási előirányzata 30%-áig folytathat. A vállalkozási tevékenység nem veszélyeztetheti az alaptevékenységből fakadó kötelezettségei teljesítését. A NÖRI vállalkozási tevékenysége keretében kiadói, kutatási, fejlesztési, oktatási, rendezvényszervezési, adatrögzítési és nyilvántartási tevékenységet folytathat.